# Santa Isabel (Chihuahua)
Santa Isabel, de 1932 a 1993 llamada oficialmente General Trías, es una población del estado mexicano de Chihuahua, es cabecera del municipio del mismo nombre.

## Historia
La población de Santa Isabel fue fundada el año de 1668 por religiosos franciscanos con el nombre de Santa Isabel de Tarahumares, por ser estos la principal etnia que habitaba en la región; Santa Isabel se encontraba en el límite entre las misiones franciscanas (asentadas en la zona de la meseta y el desierto de Chihuahua) y las jesuitas (que se localizaban en la Sierra). Debido a lo benévolo del clima de la región y la relativa tranquilidad de la zona en que se asienta, Santa Isabel fue una de las poblaciones más prósperas de la región y que pudo conservar su población a lo largo de toda la colonia y el proceso de Independencia de México, dedicándose mayormente a la agricultura, además de ser punto obligado de tránsito entre la ciudad de Chihuahua y las entonces prósperas minas de Cusihuiriachi.
Con la independencia de México, fue elevada a la categoría de cabecera municipal del municipio del mismo nombre el día 19 de julio de 1823, y ha permanecido de esa manera de forma ininterrumpida hasta la actualidad; en la década de 1930 el gobierno de Chihuahua procedió a cambiar las denominaciones religiosas de los pueblos del estado con el afán de reafirmar su laicidad, por tanto, el 27 de junio de 1932 un decreto del Congreso de Chihuahua le modificó el nombre a la población y a su municipio pasando a ser General Trías, en honor de Ángel Trías, héroe de la guerra de Reforma y la Intervención estadounidense en México, sin embargo, este nombre nunca tuvo arraigo entre la población que siguió siendo popularmente conocida como Santa Isabel, hasta que finalmente el 25 de junio de 1993 el mismo Congreso de Chihuahua emitió un nuevo decretó en que oficialmente restauró la denominación de Santa Isabel para localidad y municipio.
Santa Isabel tiene un importante interés religioso en el estado de Chihuahua, debido a que en 1937 su párroco, Pedro de Jesús Maldonado, fue muerto el 11 de febrero, a causa de una fuerte golpiza que le fue propinada el día anterior en el edificio de la Presidencia Municipal de la población por las autoridades municipales, en un contexto de persecución religiosa contra los ministros católicos en el estado. Pedro de Jesús Maldonado fue considerado mártir, beatificado en 1992 y canonizado en 2000, es el único santo originario del estado de Chihuahua.
Santa Isabel es hoy una pequeña población que se dedica a actividades agrícolas, es conocida por sus balnearios a los que acuden visitantes de las cercanas ciudades de Chihuahua y Cuauhtémoc, así mismo es conocido por la fabricación local de paletas de hielo y el pronto crecimiento de la actividad vitivinícola, con viñedos operando en el área productiva y turística.

## Localización y demografía
Santa Isabel se encuentra localizada prácticamente en el centro del estado de Chihuahua y en medio de un amplio valle dedicado a la agrilcutura, sus coordenadas geográficas son 28°20′32″N 106°22′06″O / 28.34222, -106.36833 y tiene una altitud de 1,620 metros sobre el nivel del mar, y se encuentra junto al curso del río Santa Isabel; su distancia de la capital del estado, Chihuahua es de 50 kilómetros al suroeste y se encuentra a otros 50 kilómetros al este de Cuauhtémoc, por lo que es considerada punto medio de la carretera que comunica ambas ciudad, la Carretera Federal 16, que es una autopista de doble carril de circulación, la autopista circula por el exterior de la zona urbana mediante un libramiento. Se comunica además por el Ferrocarril Chihuahua al Pacífico, que proveniente de Chihuahua continua hacia la población de San Andrés y luego a Cuauhtémoc, esta misma ruta es seguida por una carretera estatal que funciona como vía libre alterna a la autopista de la Carretera Federal 16.
De acuerdo al Conteo de Población y Vivienda realizado en 2005 por el Instituto Nacional de Estadística y Geografía, Santa Isabel tiene una población de 1,412 habitantes, de los cuales 699 son hombres y 713 son mujeres.